# فیلیپ هرلیک
فیلیپ هرلیک (انگلیسی: Philip Hurlic؛ ‏ ۲۰ دسامبر ۱۹۲۷ – ۷ ژوئیهٔ ۲۰۱۴) بازیگر خردسال اهل ایالات متحده آمریکا بود. او در تعدادی از فیلم‌های دارودسته ما نیز به همراه بیلی توماس حضور یافت.
از فیلم‌هایی که وی در آن‌ها نقش داشته است، می‌توان به داستان‌های منهتن، آقای اسمیت به واشینگتن می‌رود، زنوبیا، جزبل و ماجراهای تام سایر اشاره نمود.